# (369) Aëria
(369) Aëria ist ein Asteroid des mittleren Hauptgürtels, der am 4. Juli 1893 vom französischen Astronomen Alphonse Louis Nicolas Borrelly am Observatoire de Marseille bei einer Helligkeit von 12 mag entdeckt wurde.
Der Asteroid ist vermutlich benannt nach Luft (altgriechisch ἀήρ aḗr, lateinisch aer), einem der vier Elemente der Antike. Edmund Weiss schrieb im Astronomischen Kalender für 1896, S. 155: „… während wir wohl kaum fehlgehen dürften, wenn wir annehmen, dass mit Aëria eines der vier Elemente (Feuer, Luft, Wasser und Erde) der Alten am Himmel verewigt werden sollte…“ Die Namensgebung könnte auch durch die beiden Buchstaben der vorläufigen Bezeichnung 1893 AE beeinflusst worden sein.

## Wissenschaftliche Auswertung
Aus Ergebnissen der IRAS Minor Planet Survey (IMPS) wurden 1992 Angaben zu Durchmesser und Albedo für zahlreiche Asteroiden abgeleitet, darunter auch (369) Aëria, für die damals Werte von 60,0 km bzw. 0,19 erhalten wurden. Eine Auswertung von Beobachtungen durch das Projekt NEOWISE im nahen Infrarot führte 2011 zu vorläufigen Werten für den Durchmesser und die Albedo im sichtbaren Bereich von 70,8 km bzw. 0,14. Nachdem die Werte nach neuen Messungen mit NEOWISE 2012 auf 73,8 km bzw. 0,13 geändert worden waren, wurden sie 2014 auf 64,8 km bzw. 0,16 korrigiert.
Photometrische Messungen des Asteroiden fanden erstmals statt vom 2. bis 10. September 1980 am La-Silla-Observatorium in Chile. Es wurde dabei eine nahezu konstante Helligkeit beobachtet, so dass keine weitere Auswertung zu einer Rotationsperiode möglich war. Auch kurz darauf erfolgende Beobachtungen am 21. und 22. September am La-Silla-Observatorium und vom 9. bis 12. Oktober 1980 am Cerro Tololo Inter-American Observatory, ebenfalls in Chile, zeigten eine nahezu flache Lichtkurve. Eine Analyse kam zu dem Schluss, dass es sich bei (369) Aëria entweder um einen sehr langsamen Rotator handelt oder dass die Rotationsperiode etwa bei 14 Stunden liegen könnte. Eine neue Bewertung der Daten führte dann aber 1994 zu einer Rotationsperiode von 4,82 h.
Bereits zuvor hatte es weitere Beobachtungen vom 13. bis 15. August 1984 am La-Silla-Observatorium gegeben. Sie lieferten auch wieder eine Lichtkurve mit geringer Amplitude, hier wurde aber daraus eine Rotationsperiode von 4,787 h bestimmt.
Aus weiteren Messungen während sechs Nächten vom 10. Mai bis 16. Juni 2009 am Hunters Hill Observatory in Australien wurden Rotationsperioden von 4,7774 h oder 9,555 h abgeleitet, dabei konnte keine Entscheidung für einen der beiden Werte getroffen werden. Erst neue Beobachtungen vom 3. bis 9. Februar 2012 am Santana Observatory des Center for Solar System Studies in Kalifornien konnten den kürzeren der beiden Werte mit einer abgeleiteten Rotationsperiode von 4,7780 h bestätigen.

## Aëria -Familie
(369) Aëria ist das größte Mitglied einer Asteroidenfamilie mit ähnlichen Bahneigenschaften, wie eine Große Halbachse von 2,55–2,74 AE, eine Exzentrizität von 0,03–0,07 und eine Bahnneigung von 11,0°–12,0°. Taxonomisch handelt es sich um Asteroiden der Spektralklassen C, X und S, die mittlere Albedo liegt bei 0,17. Die Aëria-Familie umfasste im Jahr 2019 über 670 bekannte Mitglieder.